# Santa Maria da Boa Vista (kommun)
Santa Maria da Boa Vista är en kommun i Brasilien.   Den ligger i delstaten Pernambuco, i den östra delen av landet, 1 200 km nordost om huvudstaden Brasília. Antalet invånare är 39 473.
Följande samhällen finns i Santa Maria da Boa Vista:
- Santa Maria da Boa Vista

Omgivningarna runt Santa Maria da Boa Vista är huvudsakligen savann. Runt Santa Maria da Boa Vista är det glesbefolkat, med 15 invånare per kvadratkilometer.